# 9a Mostra Internacional de Cinema de Venècia (1941)
La "9a" (buit) Mostra Internacional de Cinema de Venècia es va celebrar del 30 d'agost al 14 de setembre de 1941. Juntament amb els anys 1940 i 1942 es considera "buit, com si no haguessin succeït". Els esdeveniments es van celebrar a llocs molt allunyats del Lido, participaren molt pocs països a causa de la Segona Guerra Mundial i amb directors que eren membres de l'eix Roma-Berlín. A més, una forta intromissió política feixista del govern feixista italià sota Benito Mussolini havia provocat que Itàlia experimentés un període de depressió cultural oprimida per la propaganda feixista.

## Jurat[3]
- Giuseppe Volpi di Misurata (President), Itàlia
- Olaf Andersson (Suècia)
- László (IV) Balogh (Hongria)
- Dahl (Finlàndia)
- Derichsweiler (Bohèmia)
- Jeager (Noruega)
- Eitel Monaco (Itàlia)
- Naef (Suïssa)
- Mihai Puscariu (Romania)
- Soriano (Espanya)
- Jan Van der Hayden (Bèlgica)
- Van der Vegte (Països Baixos)
- Wilhelm (Dinamarca)

## Pel·lícules en competició
| Títol original           | Director(s)                | País de producció |
| ------------------------ | -------------------------- | ----------------- |
| Madreselva               | Luis César Amadori         | Argentina         |
| Puerta cerrada           | John Alton, Luis Saslavsky | Argentina         |
| Lettre de Anverse (curt) | Jan Vanderheyden           | Bèlgica           |

## Premis
Al festival es van atorgar els següents premis:
- Coppa della Biennale
  - Zavaros éjszaka (1940)
- Coppa Mussolini per il miglior film straniero
  - Ohm Krüger (1941)
- Coppa Mussolini per il miglior film italiano
  - La corona di ferro (1941)
- Coppa della Biennale
  - I mariti - Tempesta d'amore (1941)
- Coppa della Biennale
  - Marianela (1940)
- Coppa della Biennale
  - Die mißbrauchten Liebesbriefe (1940)
- Coppa Volpi per la migliore interpretazione femminile
  - Luise Ullrich (Annelie) (1941)
- Coppa Volpi per la migliore interpretazione maschile
  - Ermete Zacconi (Don Buonaparte) (1941)
- Medaglia d'oro della Biennale per la migliore regia
  - Georg Wilhelm Pabst (Komödianten) (1941)
- Medaglia d'oro
  - I Pini di Roma
- Targa di segnalazione
  - Nocní motýl (1941)
- Targa di segnalazione
  - Vildmarkens sång (1940)